# Blair Atcheynum
Blair Michael Atcheynum (* 20. April 1969 in Estevan, Saskatchewan) ist ein ehemaliger kanadischer Eishockeyspieler und -trainer, der im Verlauf seiner aktiven Karriere zwischen 1985 und 2001 unter anderem 219 Spiele für die Ottawa Senators, St. Louis Blues, Nashville Predators und Chicago Blackhawks in der National Hockey League (NHL) auf der Position des rechten Flügelstürmers bestritten hat. Den Großteil seiner aktiven Laufbahn verbrachte Atcheynum jedoch in der American Hockey League (AHL), wo er fast 600 Partien für insgesamt acht verschiedene Franchises absolvierte und in den Jahren 1991 und 1997 jeweils den Calder Cup gewann.

## Karriere
Atcheynum verbrachte zwischen 1984 und 1989, die ihn von der Saskatchewan Junior Hockey League (SJHL) in die Western Hockey League (WHL) zu insgesamt vier verschiedenen Teams führt. Zunächst spielte der Stürmer zwischen 1984 und 1986 für die North Battleford North Stars in der SJHL, kam im Verlauf der Saison 1985/86 aber auch zu ersten Einsätzen bei den Saskatoon Blades in der WHL. Dort gehörte er ab 1986 schließlich zum Stammkader, erbat jedoch kurz nach dem Jahreswechsel 1986/87 einen Wechsel. Die aufgrund eines verheerenden Busunfalls auf der Suche nach Spielern befindlichen Swift Current Broncos verpflichteten Atcheynum schließlich, transferierten ihn aber alsbald zu den Moose Jaw Warriors weiter. Dort stand der Offensivspieler bis zum Ende der Spielzeit 1988/89 auf dem Eis. Der 19-Jährige sammelte in diesem Spieljahr 145 Scorerpunkte, darunter 72 Tore, in 78 Einsätzen. Neben der Brad Hornung Trophy bescherte ihm dies die Berufung ins First All-Star Team der WHL Eastern Division sowie die Auswahl im NHL Entry Draft 1989 in der dritten Runde an 52. Stelle durch die Hartford Whalers aus der National Hockey League (NHL).
Mit dem Wechsel in den Profibereich zur Saison 1989/90 gelang es dem Offensivspieler jedoch nicht einen Platz im NHL-Kader Hartfords zu erhalten. Stattdessen lief der Kanadier in den folgenden drei Spielzeiten bis zum Sommer 1992 für die Farmteam der Whalers in der American Hockey League (AHL). Nachdem er die Spielzeit 1989/90 bei den Binghamton Whalers verbracht hatte, stand er danach zwei Jahre für die Springfield Indians auf dem Eis. Mit den Indians gewann Atcheynum im Frühjahr 1991 den Calder Cup. Ohne in diesen drei Jahren ein NHL-Spiel für Hartford bestritten zu haben, ging der Angreifer ungeschützt in den NHL Expansion Draft 1992, in dem ihn die neu gegründeten Ottawa Senators auswählten. Zwar kam er in der Folge hauptsächlich für deren Kooperationspartner New Haven Senators zum Einsatz, bestritt jedoch in der Saison 1992/93 seine ersten vier Spiele für die kanadischen Landeshauptstädter in der NHL.
Die vier Einsätze sollten bis zur Saison 1997/98 seine vorerst einzigen bleiben, als er als Free Agent einen Vertrag bei den St. Louis Blues unterzeichnete. Zuvor hatte Atcheynum zwischen 1993 und 1997 für die Columbus Chill in der East Coast Hockey League (ECHL), die Minnesota Moose in der International Hockey League (IHL), die Portland Pirates, abermals Springfield Kings, Worcester IceCats, Cape Breton Oilers und Hershey Bears in der AHL gespielt. Erst nachdem er in der Saison 1996/97 maßgeblich am Calder-Cup-Gewinn der Hershey Bears beteiligt gewesen und ins AHL First All-Star Team berufen worden war, hatte er wieder das Interesse der NHL-Franchises geweckt. Bei den St. Louis Blues war der Flügelstürmer in der Spielzeit 1997/98 Stammspieler blieb im Sommer 1998 aber für den NHL Expansion Draft 1998 erneut ungeschützt, sodass sich die neu gegründeten Nashville Predators seine Dienste sicherten. Im März 1999 holten die Blues den fast 30-Jährigen jedoch im Tausch für ein Sechstrunden-Wahlrecht im NHL Entry Draft 1999 in ihre Organisation zurück. Im September desselben Jahres schloss sich Atcheynum als Free Agent den Chicago Blackhawks an, nachdem St. Louis seinen auslaufenden Vertrag über die Saison 1998/99 hinaus nicht verlängert hatte.
Bei Chicago spielte Atcheynum bis in die Saison 2000/01 hinein, ehe er erstmals nach drei Jahren wieder in den Minor Leagues auflaufen musste. Nach Einsätzen für die Chicago Wolves in der IHL und Norfolk Admirals in der AHL beendete er im Sommer 2001 im Alter von 32 Jahren seine aktive Karriere. Zwischen 2012 und 2017 war Atcheynum als Assistenztrainer der Battlefords North Stars in der SJHL tätig.

## Erfolge und Auszeichnungen
| - 1989 Brad Hornung Trophy - 1989 WHL East First All-Star Team - 1991 Calder-Cup-Gewinn mit den Springfield Indians | - 1997 Calder-Cup-Gewinn mit den Hershey Bears - 1997 AHL First All-Star Team |

## Karrierestatistik
(Legende zur Spielerstatistik: Sp oder GP = absolvierte Spiele; T oder G = erzielte Tore; V oder A = erzielte Assists; Pkt oder Pts = erzielte Scorerpunkte; SM oder PIM = erhaltene Strafminuten; +/− = Plus/Minus-Bilanz; PP = erzielte Überzahltore; SH = erzielte Unterzahltore; GW = erzielte Siegtore; 1 Play-downs/Relegation; Kursiv: Statistik nicht vollständig)